# Alstroemeriaceae
Classification APG III (2009)
Famille
Les Alstroemeriaceae (Alstroémériacées ou Alstrœmériacées), créée par la classification phylogénétique APG III regroupe des plantes monocotylédones qui comprend environ 200 espèces réparties en 4 à 5 genres.
Ce sont des plantes herbacées, vivaces, rhizomateuses ou à bulbe, parfois grimpantes, des régions tempérées à tropicales d'Amérique centrale et d'Amérique du Sud.
En classification classique ces plantes faisaient partie des Liliacées.

## Étymologie
Le nom vient du genre Alstroemeria donné en hommage au Baron Clas Alströmer (1736-1794) naturaliste suédois élève et ami de Linné (1707-1778).

## Classification
En classification classique de Cronquist (1981) la famille n'existe pas et ces plantes sont assignées aux Liliacées.

## Liste des genres
La classification phylogénétique APG III (2009) inclut dans cette famille les genres précédemment placés dans la famille Luzuriagaceae. Les genres Drymophila, Luzuriaga pour être précis.
Selon World Checklist of Selected Plant Families (WCSP) (15 avr. 2010) :
- Alstroemeria L. (1762)
- Bomarea Mirb. (1804)
- Drymophila R.Br. (1810) (anciennement dans la famille Luzuriagaceae)
- Schickendantziella Speg. (1903)

Selon Angiosperm Phylogeny Website (20 mai 2010) :
- Alstroemeria L.
- Bomarea Mirb.
- Leontochir Phil.
- Schickendantzia Pax

Selon NCBI (15 avr. 2010) (Plus conforme à APGIII puisqu'il incorpore les genres Drymophila, Luzuriaga anciennement dans Luzuriagaceae) :
- Alstroemeria
- Bomarea
- Drymophila (anciennement dans la famille Luzuriagaceae)
- Leontochir
- Luzuriaga (anciennement dans la famille Luzuriagaceae)

Selon DELTA Angio (15 avr. 2010) :
- Alstroemeria
- Bomarea
- Leontochir
- Schickendantzia